# سیارک ۱۱۸۵۴
سیارک ۱۱۸۵۴ (به انگلیسی: 11854 Ludwigrichter، نامگذاری:1988RM3) یازده هزار و هشتصد و پنجاه و چهارمین سیارک کشف شده‌است که در ۸ سپتامبر ۱۹۸۸ کشف شد.
قدر مطلق سیارک برابر ۱۴٫۵۰ است.